# Русская Цильна
Русская Цильна (чув. Вырӑс Чӑнлӑ) — село в составе Мокробугурнинского сельского поселения Цильнинского района Ульяновской области.

## География
Находится на берегу реки Цильна на расстоянии примерно 19 километров на север по прямой от районного центра села Большое Нагаткино.

## История
В 1681 году синбиренин Селиверст Иванович Шишелов получил 90 четвертей поместной земли на р. Сухой Богурне; сенных покосов на 500 копен, в дополнение к прежде полученной даче при д. Сухой Богурне. В 1683 году Шишелов и Осоргин поменялись своими поместьями. Основателем села Русской Цыльны следует признать, на основании документальных данных, синбиренина Селиверста Шишелова. Именье Селиверста Шишелова перешло в род Мотовиловых следующим порядком: внук Селиверста Шишелова. драгун Иван Шишелов, продал в 1726 году капитану Василию и поручику Ивану Мироновичам Репьёвым всю дедовскую землю по реке Цыльне по другим урочищам. В 1730 году капитан Василий Репьёв продал свою долю брату Ивану, по смерти которого, в 1764 году, указную часть получила вдова его Авдотья (по второму мужу капитанша Буланина), а остальное (352 дес. 600 саж. пашни, да на усадьбу и выгон 88 дес. 1950 саж.) унаследовала дочь Христинья, вышедшая замуж за подпоручика Ивана Михайловича Мотовилова. В 1757 году подпоручица Христинья Ивановна Мотовилова купила, у служилого новокрещённого татарина Большой Цыльны Дмитрия Макарова, две мельницы на речке Цильне и при них 25 четвертей земли. В 1763 году мать их ещё купила землю по р. Цыльне — 15 четвертей у гвардии солдата Якова Нагаткина. В 1791 году Христинья Мотовилова умерла, оставив при селе Рождественском, Цыльна тож, и в других местах 318 четвертей пашни и 150 десятин сенных покосов. Её унаследовали сыновья Николай, Александр и Евграф Ивановичи Мотовиловы.
Николай и Александр Ивановичи Мотовиловы судились, с 1794 г. по 1818 г. из-за земли с татарами соседних деревень Большой и Малой Цыльны. Этот спор был разрешён в 1818 году Симбирскою Палатою Гражданского Суда в пользу Мотовиловых.
Во время генерального межевания при с. Русской Цыльне числились помещики, кроме Мотовиловых: а) майор Иван Иванович и жена его Вера Васильевна Чуфаровы, б) подполковник Герасим Григорьевич Осоргин, в) прапорщик Сергей Александрович Плещеев и г) его сестра, поручица Аграфена Александровна Секиотова. В общем владении всех помещиков состояло 7185 дес. 1601 саж. земли. Но генеральная дача села Русской Цыльны заключала в себе нынешнее село Мокрую Богурну, только что перед тем поселенную, почему при специальном межевании, бывшем здесь в 1858 году, это генеральная дача распалась на несколько участков, из которых причислены некоторые были к другим, соседним селениям, а при с. Русской Цильне помещики остались: кол. асс. Николай Александрович Мотовилов (248 душ крестьян, усадьба и 1684 дес. 2008 саж. земли), корнет Иван Егорович Мотовилов (185 душ и 1668 дес. 1925 саж.) и поручица Ольга Николаевна Языкова (74 души и 559 дес. 2315 саж.), получившая это именье, в 1844 году, по наследству от отца, ген. майора Николая Федоровича Кишинскаго.
В 1780 году село Цыльна, при речке Большой Цыльне, помещиковых крестьян, тут же под названием Никифаровки, помещиковых крестьян, вошло в состав Симбирский уезд Симбирского наместничества. В 1796 году село вошло в состав Симбирской губернии.
На 1859 год село Цыльна (Рождественское), по почтовому тракту из г. Симбирска в г. Казань, в 1-м стане. В селе имелось: церковь православная, заводов конных — 2, кирпичный — 1.
Во время освобождения крестьян (в 1861 г.) в с. Русской Цыльне образовалось тогда три крестьянских общества: 1) бывшие Н. А. Мотовилова получили, 232 ревизских души, 808 дес. 868 саж. земли (усадебной 24 дес. 279 саж., пашни 694 дес. 1738 саж., выгону 36 дес. 2193 саж. 3 дес. 99 саж., и неудобной 16 дес. 1359 саж.), 2) бывшим И. Е. Мотовилова отмежевано, на 170 душ, 682 десятины (усадебной 15 дес. 1200 саж., пашни 649 дес. 1200 саж. у 11 дес. и неудобной 6 дес.) и 3) на долю бывших О. Н. Языковой пришлось, на 80 душ, 296 десятин (усадебной 7 дес. саж., пашни 283 дес. 1800 саж., и выгону 4 дес. 1200 саж.),
В 1865 году во всем селе было 134 двора, а в 1903 г. — их 244 (в первом обществе 120 втором — 88 и третьем — 36) с населением в 780 муж. и 785 жен., всего 1565 человек.
Церковь в с. Русской Цыльне построена первоначально в 1737 г. помещиками Мотовиловыми, но в 1888 году она, по ветхости, уничтожена и на её месте в 1889 году, иждивением местных крестьян, была построена новая деревянная церковь. Престолов три: главный (холодный) — в честь Рождества Христова, в приделах (тёплых) — в честь Тихвинской иконы Божьей Матери и во имя Святителя и Чудотворца Николая. Приписной Храм в деревне Старом Шаймурзине.
В 1885 году здесь открыта церковно-приходская школа.
На 1903 году при с. Русской Цыльне помещики: 1) Раиса Ивановна Мотовилова; она приобрела 450 десятин в году с торгов, после умершего мужа, лейтенанта Ивана Николаевича Мотовилова; 2) кол. асс. Михаил Николаевич Зимнинский получил в 1889 году, как было сказано выше, от вдовы кол. сов. Елены Ивановны Мотовиловой, 908 дес. 1620 саж., и в 1902 году продал их местным крестьянам; 3) потом. почет. гражд. Софья Федоровна, Александр и Надежда Сергеевичи Алексеевы наследовали 242 дес. 415 саж. земли, в 1887 г., после потом. почет. гражд. Петра Ивановича Коровина, которой их купил в 1874 году у О. Н. Языковой.
В 1913 году в селе было 258 дворов, 1448 жителей (преимущественно русские), церковь и школа.
В советское время работал колхоз им. Крупской.
В 1990-х годах работало СПК «Русско-Цильнинское».
Восстановлен храм в честь Рождества Христова.

## Население
Население составляло: на 1859 г. в селе, в 130 дворах жило: 532 муж. и 541 жен.; на 1900 г. прихожан: в с. Русской Цильне (н. р.) в 212 дв. 601 м. и 693 ж.; 349 человек в 2002 году (чуваши 49 %, русские 38 %), 337 по переписи 2010 года.

## Известные уроженцы
- Мотовилов, Николай Александрович — симбирский помещик, собеседник преподобного Серафима Саровского и его первый биограф, многолетний попечитель Серафимо-Дивеевского монастыря, родился и умер в селе Русская Цильна, по завещанию его тело привезли в Дивеево, где и отпели в церкви Рождества Христова и похоронили возле Казанской церкви, недалеко от могилы преподобной Александры.
- Мотовилов, Георгий Николаевич — русский юрист, тайный советник, сенатор, участник судебной реформы, родился в селе Русская Цильна.
- В 1889 году в селе родился Гневушев, Александр Фёдорович — священнослужитель Русской православной церкви, пресвитер. Прославлен в лике святых Русской православной церкви в 2004 году как священномученик.